# Parotomys brantsii
Parotomys brantsii és una espècie de mamífer rosegador de la família dels múrids. Viu a altituds d'entre 0 i 1.000 msnm a Botswana, Namíbia i Sud-àfrica. Es tracta d'un animal diürn. Els seus hàbitats naturals són les zones de sorra consolidada als semideserts i les pastures. És una espècie en risc mínim, és a dir, no sembla que hi hagi cap amenaça significativa per a la seva supervivència.
L'espècie fou anomenada en honor del zoòleg neerlandès Anton Brants.